# 喉片

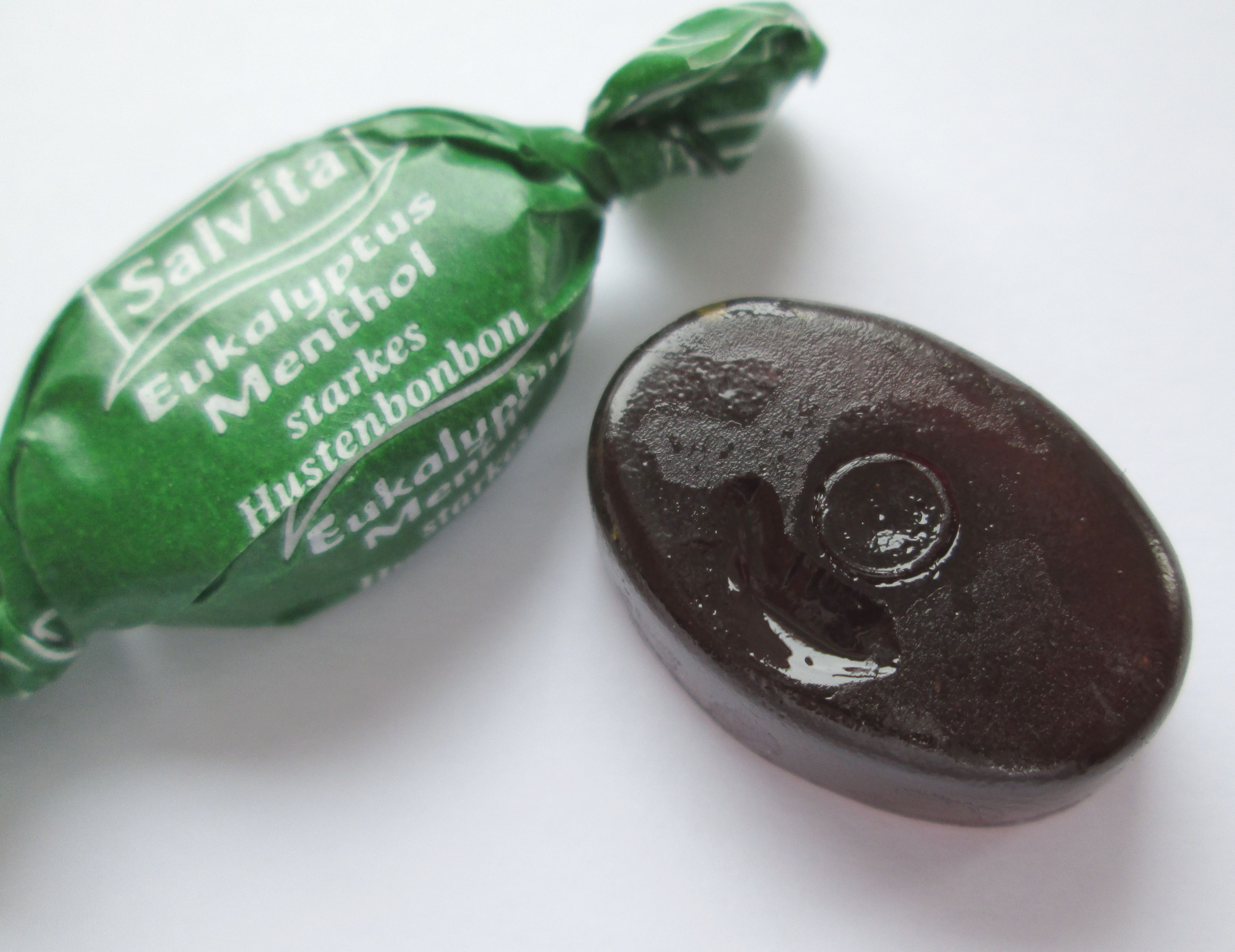
現代喉片

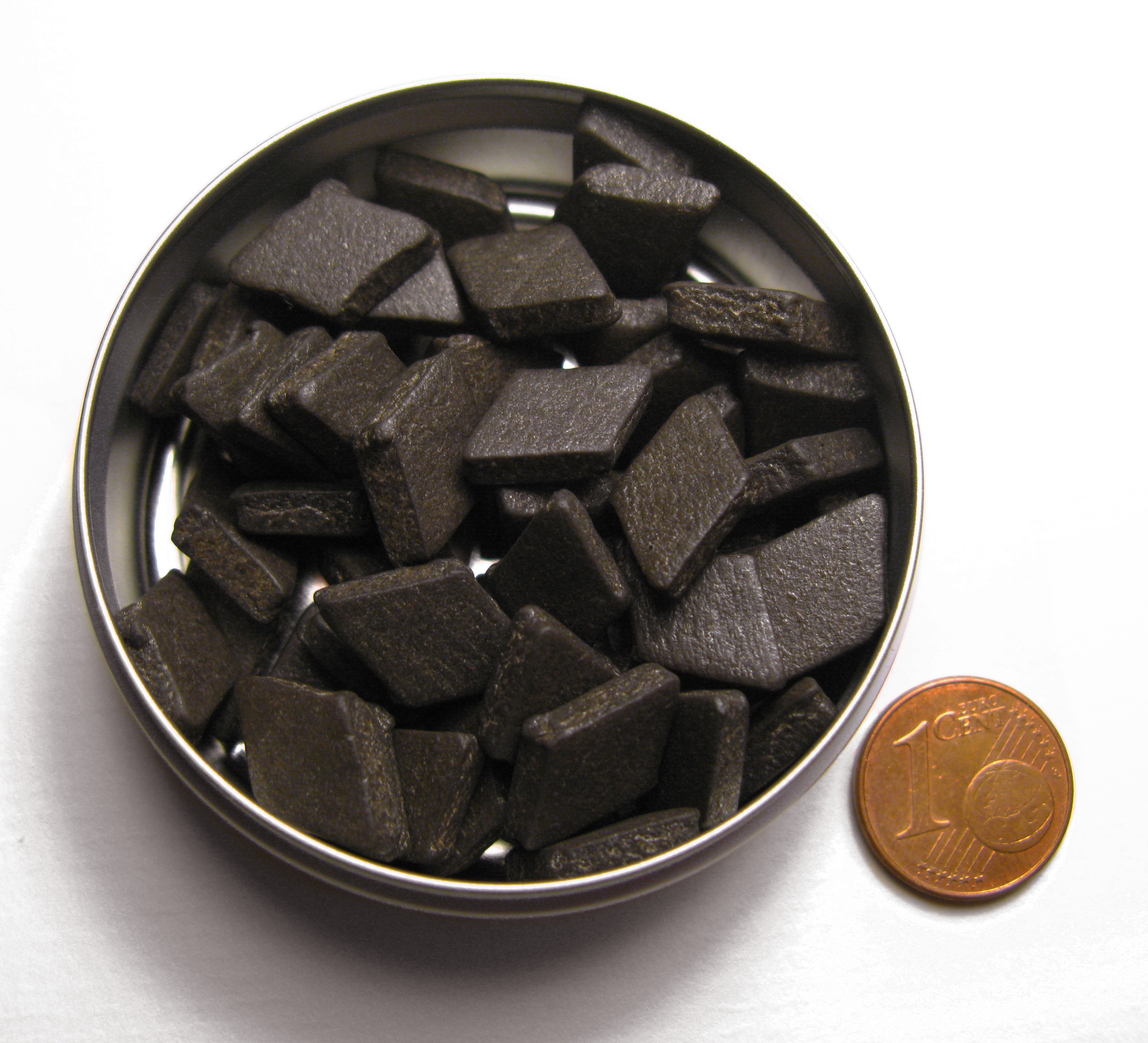
錫口袋罐，含有傳統菱形狀的的小型鹹甘草錠。在歐洲，鹹甘草錠劑被認為是“傳統應用的藥物，有助於氣道咳痰”

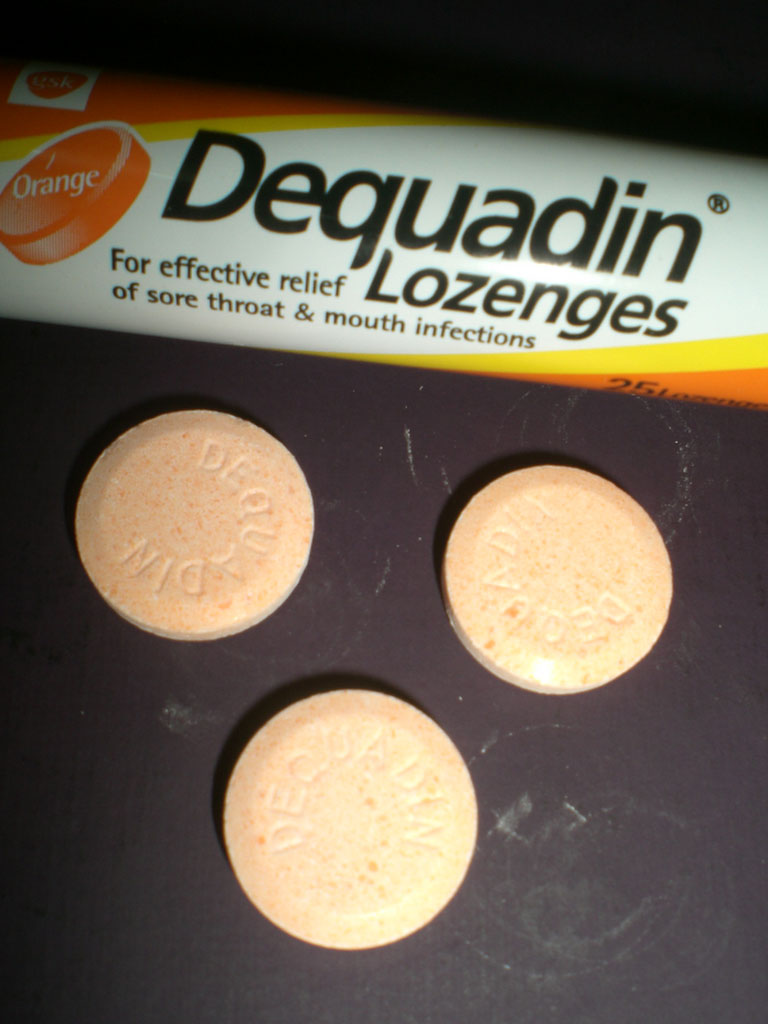
橙味喉片

喉片（喉糖、喉嚨含片、潤喉糖、止咳片）是一種小型，通常含有藥性的片劑，使用在在口中使它緩慢溶解，暫時緩解因來自普通感冒或流感所產生的咳嗽，並且潤滑和舒緩喉嚨受刺激的組織（通常使用原因為喉嚨痛）。喉片可以在口中殺菌，達到消除口臭的效果。另外如果用咬的話，效果就不會那麼好。
喉片的英文名稱（throat lozenge）為菱形的意思，是基於當初的鑽石形狀而命名。

## 成分
喉片裡可含有苯佐卡因，一種麻醉藥劑，或使用尤加利精油。非薄荷醇喉嚨含片通常會使用葡萄糖酸鋅甘氨酸或果膠作為口服緩和劑。
不過還有其他品牌有含薄荷腦，薄荷油和（或）留蘭香作為其活性成分。也有使用蜂蜜來製作的潤喉糖。

## 歷史
舒緩喉嚨的糖果可以追溯到公元前1000年的埃及第二十王朝；當時是用柑橘，香草和香料調味的蜂蜜製成的。在19世紀，醫生發現 嗎啡和海洛因，並且可以使用這兩種物質來抑制咳嗽的根源-大腦 。當代的流行配方包括於1852年上市的史密斯兄弟止咳片，以及創立於1879年的露登喉片。後來由於對鴉片類的藥物依賴風險受到關注，導致了替代藥物的發展。

## 品牌
- 使立消
- 利口樂
- 漁夫之寶
- 京都念慈菴
- Vicks（英语：Vicks）
- Halls